# Hypographa bathrosema
Hypographa bathrosema là một loài bướm đêm trong họ Geometridae.